# Челкаковська сільська рада
Челка́ковська сільська рада (рос. Челкаковский сельский совет) — муніципальне утворення у складі Бураєвського району Башкортостану, Росія. Адміністративний центр — село Челкаково.

## Населення
Населення — 771 особа (2019, 992 в 2010, 1244 в 2002).

## Склад
До складу поселення входять такі населені пункти:
| Населений пункт         | Населення, осіб (2002) | Населення, осіб (2010) |
| ----------------------- | ---------------------- | ---------------------- |
| Новоалтибаєво, присілок | 102                    | 66                     |
| Тугаряково, присілок    | 131                    | 106                    |
| Хазієво, присілок       | 89                     | 66                     |
| Челкаково, село         | 922                    | 754                    |